# アーロン・デイヴィス (ボクサー)
アーロン・デイヴィス（Aaron Davis、1967年4月8日 - ）はアメリカ合衆国の男性プロボクサー。ニューヨーク市ブロンクス区出身。元WBA世界ウェルター級王者。

## 来歴
1986年5月15日、プロデビュー。6回2-0の判定勝ちで白星でデビューを飾った。
1989年4月13日、WBCアメリカ大陸ウェルター級王座決定戦でルイス・サンタナと対戦し12回3-0(2者が117-111、118-110)の判定勝ちで王座獲得に成功した。
1989年11月30日、NABF北米ウェルター級王者ラッセル・ミッチェルと対戦し6回1分52秒TKO勝ちで王座獲得に成功した。
1990年7月8日、WBA世界ウェルター級王者マーク・ブリーランドと対戦し9回2分56秒KO勝ちで王座獲得に成功した。
1991年1月19日、メルドリック・テーラーと対戦するが12回0-3(2者が111-116、112-115)の判定負けで初防衛に失敗し王座から陥落した。
1993年10月21日、モンテカルロのサル・デゼトワールでWBA世界スーパーウェルター級王者フリオ・セサール・バスケスと対戦し12回0-2(115-116、115-115、114-115)の判定負けで2階級制覇に失敗した。
2002年7月23日、ロス・トンプソンと対戦し10回2-0(96-93、95-93、94-94)の判定勝ちを最後に現役を引退した。

## 獲得タイトル
- WBCアメリカ大陸ウェルター級王座
- NABF北米ウェルター級王座
- WBA世界ウェルター級王座（防衛0）
- IBCインターコンチネンタルミドル級王座
- USBA全米スーパーウェルター級王座
- NABA北米ミドル級王座